# Río Sambre
El río Sambre es un río europeo, un afluente por la izquierda del río Mosa, que discurre por Francia y Bélgica. Nace cerca de le Nouvion-en-Thiérache (Aisne), a 200 m sobre el nivel del mar, y desemboca en el Mosa en Namur (Valonia, Bélgica), tras un curso de 180 km, de ellos 62 km en Francia. Su cuenca drena 2.750 km², de ellos 1.250 km² en Francia.
Riega los departamentos franceses de Aisne y Paso de Calais y las provincias belgas de Hainaut y Namur. Las principales ciudades por las que pasa son Maubeuge, Charleroi y Namur.
La mayor parte de su curso corre canalizado. Es navegable por gabarras de pequeño gálibo (menos de 350 toneladas) desde Landrecies (Norte, Francia) y por gabarras de 1.350 toneladas desde Monceau.